# 81-мм миномёт Брандт образца 1927/31 годов
81-мм миномёт «Брандт», модель 27-31 (фр. 81mm Brandt Mle 1927/1931) — французский батальонный 81-мм миномёт образца 1927/1931 годов.

## Разработка
Этот миномёт был разработан Эдгаром Брандтом после изучения британского 81-мм миномёта Стокса и является простым и эффективным оружием. Миномёт Брандта имел гладкий ствол и стрелял оперёнными минами. Схема воспламенения заряда была разработана английским инженером Стоксом. Воспламенение и горение основного метательного заряда по этой схеме происходит в замкнутом объёме (в трубке стабилизатора мины) при давлении 900—1500 кг/см². Пороховые газы прорываются в пространство за миной. Само же воспламенение происходит путём самонакалывания мины, опущенной в ствол на жало ударника на дне канала.

### Двунога и гладкая труба

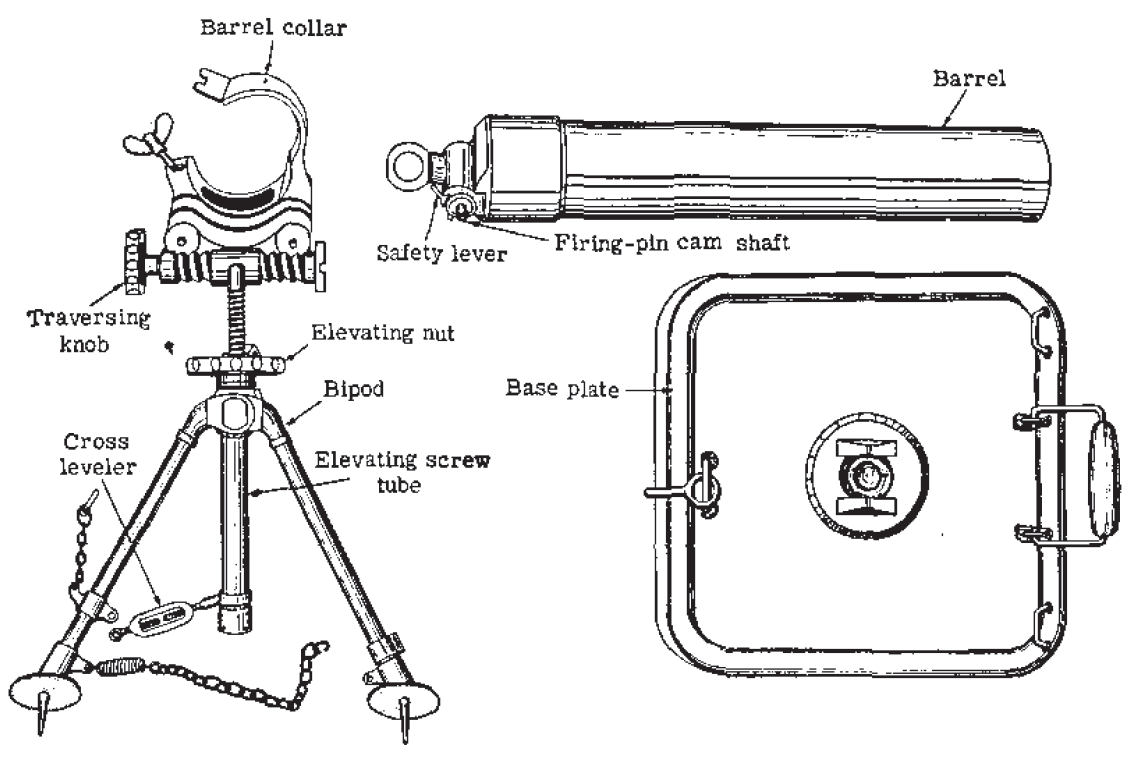
Японская копия

На фирме «Брандт» конструкцию двуноги изменили таким образом, чтобы можно было быстро и легко устанавливать миномёт на почву любого типа.
Гранаты, используемые в миномёте Стокса, заменили минами обтекаемой формы (лишь в 1924 году французскому инженеру Брандту удалось впервые получить образец «правильно летящего оперённого снаряда» — прообраз современной мины), у которых увеличилась дальность полёта. Расчёт: три человека. Миномёт разбирался для переноски на три части — ствол (вес во вьюке — 20,7 кг), двунога (18,5 кг) и опорная плита (20,5 кг). Это был первый миномёт, созданный по ставшей впоследствии классической, схеме мнимого треугольника. Кинематическая схема мнимого треугольника — три шарнира и два звена. Третье звено — мнимое. Этим звеном является грунт, на который устанавливается миномёт.

…миномёт Стокс-Брандт стреляет минами весом в 6,5 и 3,2 килограмма на расстояния соответственно в 1,5 и 3 километра. Тяжёлая мина его даёт такое же осколочное и фугасное действие, как 76-миллиметровая граната.
Очень остроумно обеспечивается у этого миномёта большая скорострельность — до 20 выстрелов в минуту — при незначительном весе орудия, всего лишь в 59 килограммов. Миномёт не имеет затвора и заряжается с дула, причём заряд (порох) и капсюль-воспламенитель помещаются в полом хвосте мины.
Поэтому заряжающему не надо открывать и закрывать затвор, не надо и спускать курок. Достаточно лишь вложить мину в дуло: падая, мина натыкается капсюлем на жало, укреплённое в дне ствола, порох взрывается, и пороховые газы выбрасывают мину.

Миномёт такого типа может оказать большую помощь пехоте в любой боевой обстановке.— Глава седьмая Пушка Жюль Верна и «Царь-пушка» // Артиллерия / Руководитель бригады авторов и художников ответственный редактор майор В. П. ВНУКОВ. Литературный редактор Л. САВЕЛЬЕВ. — 2-е исправленное и дополненное издание. — МОСКВА: Государственное Военное Издательство Наркомата Обороны Союза ССР, 1938.
Скорострельность миномёта составляла до 25 выстрелов в минуту.
К 1940 году французская армия получила около 8000 единиц 81mm Mle 27/31.

## Боеприпасы
Компания «Брандт» разработала широкий спектр мин для своей модели 27/31, которые можно разделить на три основных типа: мины с фугасным зарядом, мины с увеличенным зарядом (тяжёлые, стрельба ими велась на меньшие дистанции) и дымовые мины.
1. лёгкая мина FA Mle1924/27: 3,31 кг (400 г взрывчатки)
2. лёгкая мина FA Mle1932: 3,34 кг (560 г взрывчатки)
3. тяжёлая мина FA Mle1935 GC: 6,84 кг (2400 г ВВ)
4. дымовая мина: 3,34 кг (225 г дымового компонента)
5. осветительная (без и с парашютом)

Американский вариант миномёта использовал боеприпасы местной разработки:
M43A1 лёгкий ОФ: 6,87 фунтов (3,11 кг), дальность min 200 ярдов (183 м), дальность max 3290 ярдов (3010 м); взрыватель мгновенного действия (взрывается на поверхности).
M45, M45B1 Тяжёлый ОФ: 10,62 фунтов (4,82 кг), дальность max 2258 ярдов (2064 м); взрыватель замедленного действия.
М56 Тяжёлый ОФ: 15,01 фунтов (6,81 кг), дальность max 1300 ярдов (1200 м); взрыватель имеет две установки: мгновенного действия или с замедлением.
M57 WP (белый фосфор): 10,74 фунтов (4,87 кг), дальность max 2470 ярдов (2260 м).

## Варианты

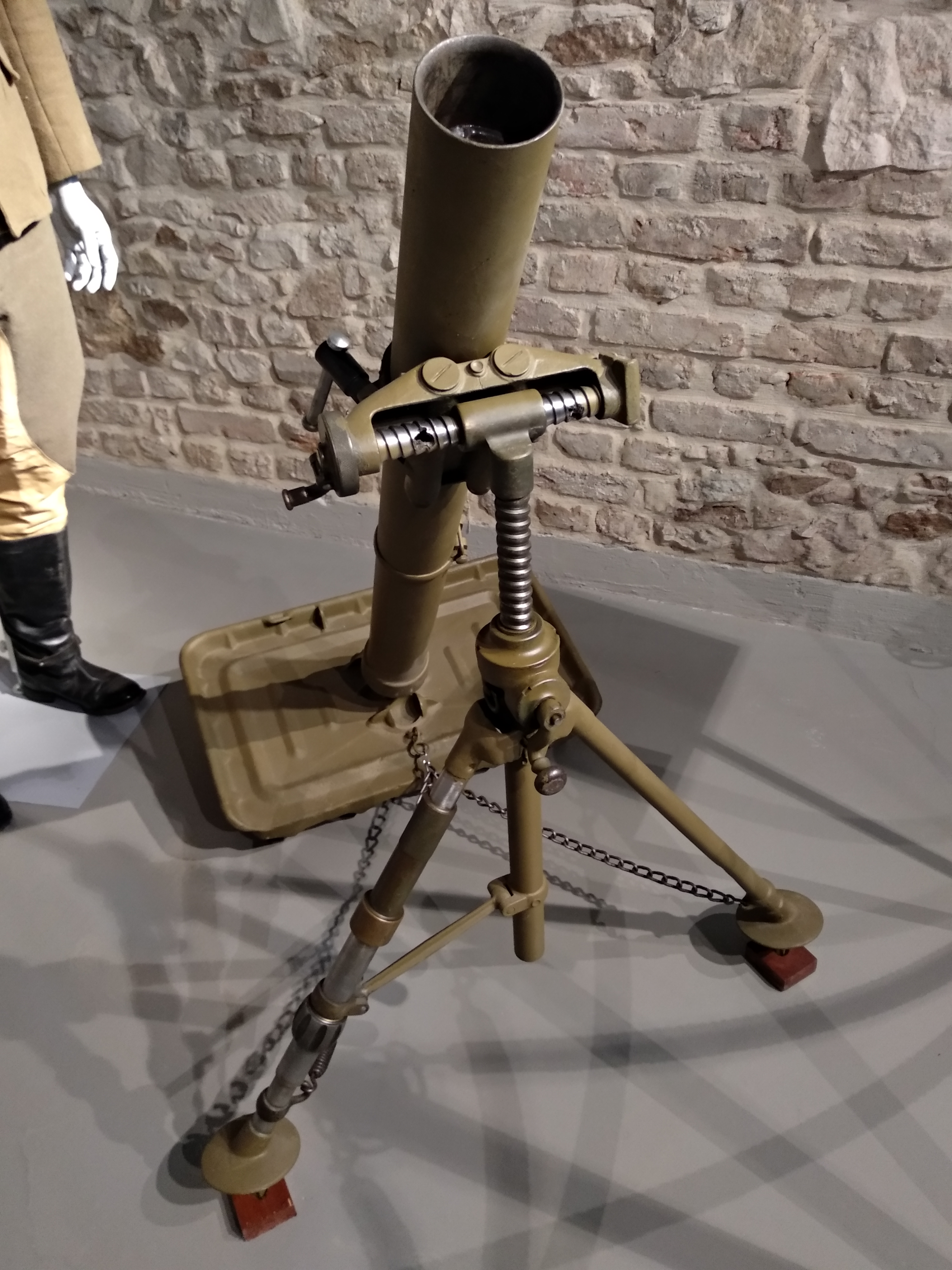
Польский вариант (81 mm wz. 31)

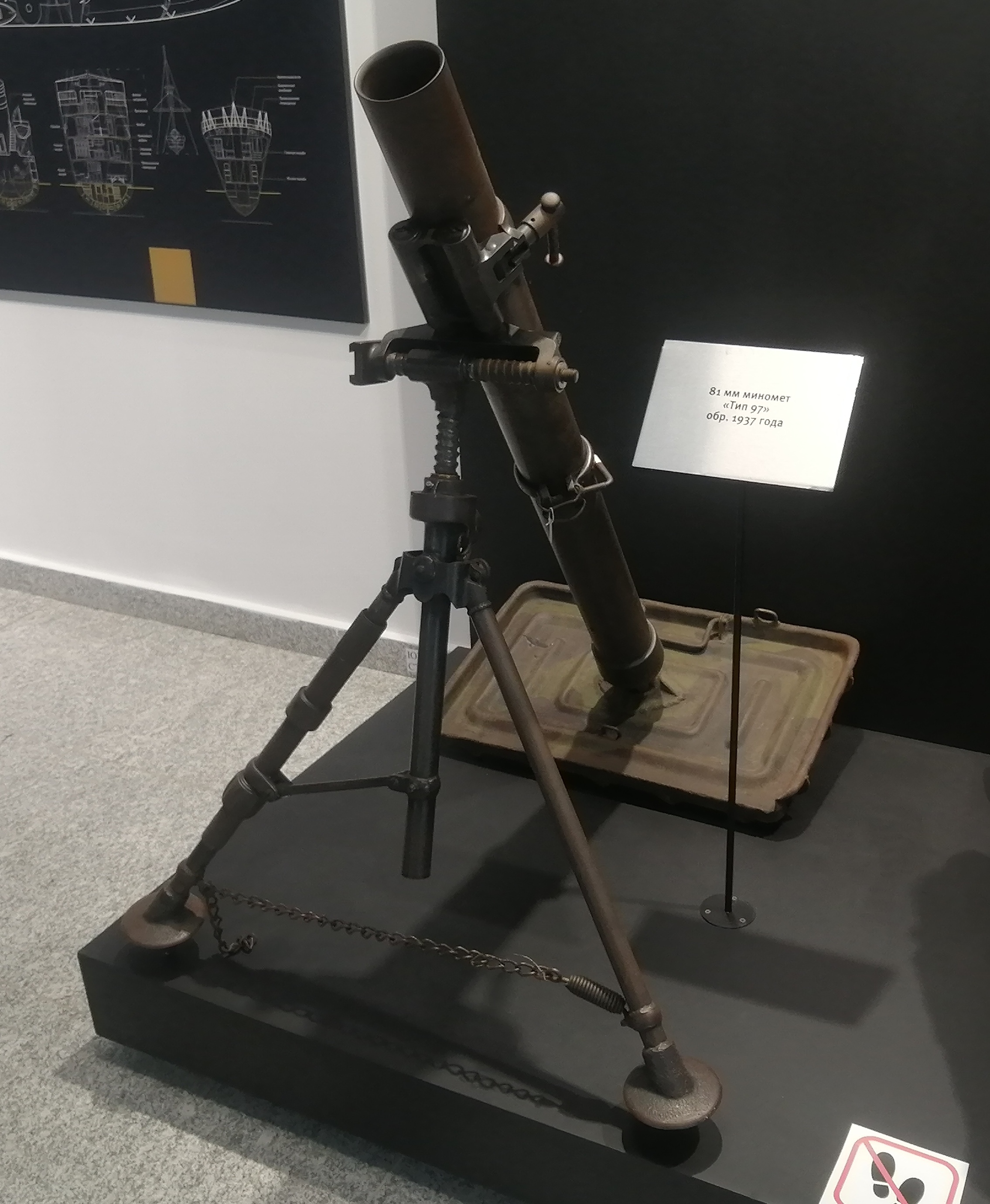
Японский 81 мм миномет Тип 97 обр. 1937 г.

Brandt Mle 1927/1931 оказал серьёзное влияние на конструкторов, занимавшихся проектированием миномётов во всём мире. Не прошло и нескольких лет, как mle 27/31 начали производить по всей Европе и далеко за её пределами, причём выпуск осуществлялся как по лицензии фирмы, так и без таковой. Миномётный калибр 81,4-мм сделался основным калибром европейских пехотных миномётов.
Миномёт производился по лицензии в США как М1, в Японии как Type 97, в Польше как 81 mm wz. 31, в Чехословакии как 8 cm minomet vz. 36. Польское военное руководство решило приобрести лицензию на производство миномёта. В 1931—32 гг. началось его серийное производство. К сентябрю 1939 г. предприятия польской военной промышленности произвели около 900 миномётов. Всего же польская армия располагала к началу войны более 1500 миномётов «Brandt» различных модификаций. В начале тридцатых годов Королевство Италия купило Брандт 81 мм MLE 1927 во Франции, для оснащения войск, отправляемых в Эфиопию. В Италии, электромеханический строительная компания в Saronno, в дополнение к производству лицензионной версии, начала производить улучшенную версию миномёта 81 mm Mod. 35.. Приобретение Brandt Mle 27/31 стало первым заказом Румынии на поставку вооружений за границей после скандала со «Afacerea Škoda». В 1935 году Королевство Румыния заказало у Франции 188 миномётов и впоследствии приобрело лицензию ещё на 410 штук.
После поражения 1940-го года значительная часть 81mm Mle 27/31 досталось Германии. У немцев он получил обозначение 8 cm Gr.W.278(f). Оказалось, что баллистика «француза» была лучше, чем у немецких аналогов. Часть миномётов обр. 27/31 немцы использовали в обычном варианте, а часть применяли в самоходных установках.
После присоединения Прибалтики к СССР, Красной армии досталось значительное количество 81-мм миномётов Брандта. Эти миномёты использовались в частях Ленинградского народного ополчения и морской пехоты Краснознамённого Балтийского флота.
Советский 82-мм батальонный миномёт обр. 1936 г. был прямой копией французского миномёта, остальные советские миномёты семейства БМ были настолько сильно переработаны, что не нарушали лицензию.
Все эти народы внесли свои собственные изменения и нововведения, но получившееся оружие оставалось модернизацией миномёта Брандта образца 1927/31, или даже Брантовской модели 1926 года. Только британские 3-дюймовые миномёты и немецкие 8-cm s.G.W.34 разрабатывались полностью самостоятельно.